# Штокштат на Рајни
Штокштат на Рајни (њем. Stockstadt am Rhein) општина је у њемачкој савезној држави Хесен. Једно је од 14 општинских средишта округа Грос-Герау. Према процјени из 2010. у општини је живјело 5.694 становника. Посједује регионалну шифру (AGS) 6433013.

## Географски и демографски подаци
Штокштат на Рајни се налази у савезној држави Хесен у округу Грос-Герау. Општина се налази на надморској висини од 112 метара. Површина општине износи 18,7 km². У самом мјесту је, према процјени из 2010. године, живјело 5.694 становника. Просјечна густина становништва износи 304 становника/km².

## Међународна сарадња
| Мјесто        | Држава  | Врста сарадње | Од    |
| ------------- | ------- | ------------- | ----- |
| Вила Лагарина | Италија | партнерство   | 2000. |
| Извор         |         |               |       |